# Oksana Stepičevová
Oksana Stepičevová (* 3. září 1969) je bývalá ruská atletka, sprinterka.

## Sportovní kariéra
Při své mezinárodní premiéře na juniorském mistrovství Evropy v roce 1987 získala stříbrnou medaili v běhu na 200 metrů, stejně úspěšná byla také v štafetě na 4 × 100 metrů. V roce 1992 s stala halovou mistryní Evropy v běhu na 200 metrů.